# Хронологична таблица за откриване и изследване на Арктика (XX в.)
| Години      | Име на откривател, изследовател                                                                                           | Направени открития и изследвания | Изследванията засягат следните съвременни държави |
| ----------- | --- | --- | ------------------------------------------------- |
| 1900        | Робърт Пири | Изследване на цялото северно крайбрежие на Гренландия на североизток от протока Смит и откриване на северното крайбрежие на п-ов Земя Пири и нос Морис Джесъп (83°38′ с. ш. 32°40′ з. д. / 83.633333° с. ш. 32.666667° з. д., най-северната точка на световната суша) | Гренландия                                        |
| 1900 – 1902 | Едуард Тол, Фьодор Матисен, Николай Коломейцев, Александър Колчак, Никифор Бегичев                                        | 1900 – 1901: Изследване на западното крайбрежие на п-ов Таймир (Едуард Тол). Откриване в архипелага Норденшелд о-вите Пахтусов (76°40′ с. ш. 95°40′ и. д. / 76.666667° с. ш. 95.666667° и. д., и протока Матисен, отделящ ги от п-ов Таймир (Фьодор Матисен); 1901: Откриване устието на река Коломейцев, вливаща се в Таймирския залив и остров Расторгуев (74°00′ с. ш. 84°10′ и. д. / 74° с. ш. 84.166667° и. д.) в Пясинския залив (Николай Коломейцев); 1901 – 1902: Поход по ледовете на североизток от Новосибирските о-ви за търсене на митичната „Земя Санников“ (Едуард Тол) | Русия                                             |
| 1901        | Степан Макаров | Хидрографски изследвания на бреговете на архипелага Земя на Франц Йосиф и Нова Земя | Русия                                             |
| 1902 – 1932 | Кнуд Расмусен, Йохан Петер Кох                                                                                            | Девет експедиции в Гренландия и Канадска Арктика: 1902 – 1904 – северозападното крайбрежие на Гренландия (залива Мелвил); 1906 – 1908 – в Северозападна Гренландия (около протока Смит); 1912 – двойно пресичане на северния леден купол на Гренландия, от залива Инглфилд до Датския фиорд и обратно и доказване, че Земя Пири е полуостров; 1915 – 1918 – две експедиции за изследване на фиордите на Северозападна Гренландия (дотогава са известни само устиевите им части) и полуостровите между тях до фиорда Де-Лонг (83°05′ с. ш. 40°00′ з. д. / 83.083333° с. ш. 40° з. д.) на изток, в т.ч. Земя Нансен и п-ов Земя Вулф; 1919 – етнографски изследвания на остров Ангмагсалик в Югоизточна Гренландия; 1921 – 1924 – пресичане с кучешки впрягове Северна Америка от Гренландия до Берингово море през Хъдсъновия проток, Хъдсъновия залив и по северното крайбрежие на континента; 1931 – Югоизточна Гренландия; 1932 – Североизточна Гренландия | Гренландия, Канада, САЩ                           |
| 1903 – 1905 | Антъни Фиала | Откриване на островите Циглер (80°58′ с. ш. 57°25′ и. д. / 80.966667° с. ш. 57.416667° и. д.), Грили (81°00′ с. ш. 58°18′ и. д. / 81° с. ш. 58.3° и. д.), Чамп (80°40′ с. ш. 56°14′ и. д. / 80.666667° с. ш. 56.233333° и. д.) и Хейс (80°34′ с. ш. 57°42′ и. д. / 80.566667° с. ш. 57.7° и. д.) в архипелага Земя на Франц Йосиф и коригиране очертанията на множество по-рано открити | Русия                                             |
| 1903 – 1906 | Руал Амундсен | Първо плаване през Северозападния проход от изток на запад с три зимувания | Канада                                            |
| 1904 – 1906 | Робърт Пири | Три неуспешни опита за достигане на Северния полюс. На 21 април 1905 на север от нос Хекла (на остров Елсмиър) достигане до 87º 06' с.ш. | Канада                                            |
| 1905        | Андрей Владимирович Журавски (1882 – 1914), Андрей Григориев                                                              | Изследване на малките острови в Печорско море – Матвеев (69°28′ с. ш. 58°32′ и. д. / 69.466667° с. ш. 58.533333° и. д.), Гуляеви Кошки (68°56′ с. ш. 55°25′ и. д. / 68.933333° с. ш. 55.416667° и. д.) и Песяков (68°40′ с. ш. 57°30′ и. д. / 68.666667° с. ш. 57.5° и. д.) | Русия                                             |
| 1905        | Филип Робер (Херцог Орлеански)                                                                                            | Откриване на част от източното крайбрежие на Гренландия на север от нос Бисмарк (76°40′ с. ш. 18°30′ з. д. / 76.666667° с. ш. 18.5° з. д.) на юг до 78º 17` с.ш. на север – Земя Херцог Орлеански, в т.ч. остров Ил дьо Франс (77º 45` с.ш.) и Френските о-ви (78º 50` с.ш.) | Гренландия                                        |
| 1905 – 1906 | Инокентий Толмачов, Михаил Яковлевич Кожевников                                                                           | Изследване на брега на изток от устието на река Хатанга до устието на река Анабар. На изток от устието на река Попигай откриване на три полуострова – Хара-Тумус, Юрунг-Тумус и Нордвик, на югозапад от Нордвик вторично откриване на залива Нордвик (73°52′ с. ш. 112°05′ и. д. / 73.866667° с. ш. 112.083333° и. д.), а на юг от п-ов Хара-Тумус – залива Кожевников (73°42′ с. ш. 110°33′ и. д. / 73.7° с. ш. 110.55° и. д.) | Русия                                             |
| 1906 – 1907 | Жозеф-Елиезер Берние | Първо проникване от север в протока Нейви Борд (73°15′ с. ш. 81°00′ з. д. / 73.25° с. ш. 81° з. д.), отделящ остров Байлот на изток от остров Бафинова земя на запад. Откриване на островите Лаутър (74°35′ с. ш. 97°30′ з. д. / 74.583333° с. ш. 97.5° з. д.) и Ръсел (вторично, 74°00′ с. ш. 98°30′ з. д. / 74° с. ш. 98.5° з. д.) в западната част на протока Бароу. Изследване на заливите Адмиралтейство (86º з.д.) и Мофет (84º 30` з.д.), разделящ двата северни полуострова на Бафинова земя. Откриване на протока Еклипс (72°50′ с. ш. 78°00′ з. д. / 72.833333° с. ш. 78° з. д.), отделящ остров Байлот от Бафинова земя и окончателно доказване островното положение на остров Байлот, смятан дотогава за част от Бафинова земя. Обявяване на целия Канадски арктичен архипелаг за канадска територия | Канада                                            |
| 1906 – 1907 | Лудвиг Мюлиус-Ериксен, Йохан Петер Кох                                                                                    | Откриване и картиране на най-североизточните части на Гренландия, в т.ч. фиорда Шер (77°25′ с. ш. 19°40′ з. д. / 77.416667° с. ш. 19.666667° з. д.), п-ов Земя Германия и на север от него о-вите Ховгор (79°50′ с. ш. 18°30′ з. д. / 79.833333° с. ш. 18.5° з. д.) и Норвежките о-ви (79°15′ с. ш. 18°00′ з. д. / 79.25° с. ш. 18° з. д.) (1906). Откриване на фиорда Инголф (80°35′ с. ш. 17°22′ з. д. / 80.583333° с. ш. 17.366667° з. д.), п-ов Земя Холм (на юг от фиорда), североизточния полуостров на Гренландия – Земя Кронпринц Кристиан (81º с.ш., на север от фиорда) с нос Североизточен (81°25′ с. ш. 11°45′ з. д. / 81.416667° с. ш. 11.75° з. д., най-източната точка на Гренландия), Датския фиорд (81°17′ с. ш. 21°22′ з. д. / 81.283333° с. ш. 21.366667° з. д.), в устието му – островите Принцеса Маргрет (82°00′ с. ш. 17°55′ з. д. / 82° с. ш. 17.916667° з. д.) и Принцеса Тира (81°57′ с. ш. 19°07′ з. д. / 81.95° с. ш. 19.116667° з. д.), п-ов Земя Мюлиус-Ериксен (81°30′ с. ш. 23°10′ з. д. / 81.5° с. ш. 23.166667° з. д.), на запад от него – фиорда Хаген (81°44′ с. ш. 24°17′ з. д. / 81.733333° с. ш. 24.283333° з. д.) и устието на Индепенденс фиорд (82°05′ с. ш. 27°40′ з. д. / 82.083333° с. ш. 27.666667° з. д.) (1907) | Гренландия                                        |
| 1906 – 1910 | Гунар Исаксен | Топографска и батиметрична експедиция на Шпицберген. Първо пресичане на северозападната част на остров Западен Шпицберген и откриване на платото Холтедал. Изследване на планините на остров Земя принц Карл и картиране на северозападната част на архипелага | Норвегия                                          |
| 1906 – 1912 | Вилялмур Стефансон | Изследване на северното крайбрежие на Северна Америка от нос Бароу (156º 40` з.д.)на запад до залива Коронейшън (112º 40` з.д.) на изток | САЩ, Канада                                       |
| 1907        | Григорий Иванович Поспелов (1869 – 1933), Михаил Кожевников (1870 – 1942)                                                 | Детайлно картиране на протока Маточкин Шар, разделящ двата острова на Нова Земя | Русия                                             |
| 1907 – 1912 | Владимир Русанов, Рудолф Самойлович                                                                                       | Шесткратни плавания към бреговете на Нова Земя. Изследване на цялото западно и части от източното крайбрежие на Северния и Южния острови, неколкократно пресичане на Северния остров и откриване на няколко реки и езера и залива Машигин (74°45′ с. ш. 56°00′ и. д. / 74.75° с. ш. 56° и. д.) | Русия                                             |
| 1908        | Никифор Бегичев | Откриване на островите Голям Бегичев (74°20′ с. ш. 112°30′ и. д. / 74.333333° с. ш. 112.5° и. д.) и Малък Бегичев (вторично, 74°20′ с. ш. 111°10′ и. д. / 74.333333° с. ш. 111.166667° и. д.), в общото устие на реките Хатанга и Анабар, които дотогава се смятат за полуостров | Русия                                             |
| 1909        | Робърт Пири | Достигане на 6 април 1909 Северния полюс | Канада                                            |
| 1909        | Константин Воллосович (1869 – 1910)                                                                                       | Топографско картиране на брега между устията на реките Лена и Алазея | Русия                                             |
| 1909        | Борис Житков (1882 – 1938)                                                                                                | Географско описание и топографско картиране на п-ов Ямал | Русия                                             |
| 1909        | Георгий Седов | Топографско картиране на района около устието на река Колима | Русия                                             |
| 1909        | Инокентий Толмачов, Михаил Яковлевич Кожевников                                                                           | Описване и топографско картиране на цялото крайбрежие на Сибир от устието на река Колима до Беринговия проток на протежение над 2500 км, описание на релефа на крайбрежната полоса и събиране на ценни геоложки, ботанически и зооложки колекции | Русия                                             |
| 1910        | Вилхелм Филхнер | Хидрографски и физикогеографски изследвания около архипелага Шпицберген | Норвегия                                          |
| 1910        | Е. Микелсон | Изследване на източния край на ледения купол на Гренландия между 76° и 80° с.ш. | Гренландия                                        |
| 1910 – 1911 | Георгий Брусилов | Топографско картиране на северните брегове на Чукотка | Русия                                             |
| 1910 – 1911 | Жозеф-Елиезер Берние | Изследване на залива Адмиралтейство и откриване в него на залива Арктик Бей (73°05′ с. ш. 85°10′ з. д. / 73.083333° с. ш. 85.166667° з. д.) (1910). Изследване на северните полуострови на Бафинова земя – Борден и Бродер и откриване на заливите Берние (71°10′ с. ш. 88°10′ з. д. / 71.166667° с. ш. 88.166667° з. д.) и Берлангет (71°15′ с. ш. 88°40′ з. д. / 71.25° с. ш. 88.666667° з. д.), най-южната част на залива Адмиралтейство (1911) | Канада                                            |
| 1910 – 1912 | Иван Семьонович Сергеев (1863 – 1919), Борис Давидов                                                                      | Изследване брега на Североизточна Азия от Беринговия проток до устието на река Лена, в т.ч. северното крайбрежие на остров Врангел и извършване на хидрографски измервания | Русия                                             |
| 1910 – 1912 | Ерих фон Дригалски | Топографско аерофотозаснемане с дирижабъла „Граф Цепелин“ на части от архипелага Шпицберген | Норвегия                                          |
| 1910 – 1912 | Николай Зубов | Хидрографски изследвания в Баренцево море и мензулна снимка на залива Митюшиха (73°37′ с. ш. 54°30′ и. д. / 73.616667° с. ш. 54.5° и. д.) на западното крайбрежие на Нова Земя и долното течение на река Пеша | Русия                                             |
| 1912        | Н. И. Солдатов | Откриване на Юрацкия залив (72°00′ с. ш. 77°40′ и. д. / 72° с. ш. 77.666667° и. д.) в северната част на Гиданския п-ов, на изток от него – Еленовия п-ов, а на север от полуострова – Еленовия остров (вторично) | Русия                                             |
| 1912        | Алфред дьо Кервен (1879 – 1927)                                                                                           | Пресичане на Гренландия в югоизточно направление между 70° с.ш. и Северната полярна окръжност | Гренландия                                        |
| 1912        | Алфред Ричер | Първо използване на самолет в Арктика |                                                   |
| 1912 – 1913 | Георгий Седов, Владимир Визе                                                                                              | Уточнява конфигурацията на северозападните брегове на Нова Земя, откриване и картиране на заливите Борзов (76°10′ с. ш. 61°00′ и. д. / 76.166667° с. ш. 61° и. д.) и Иностранцев (76°30′ с. ш. 66°00′ и. д. / 76.5° с. ш. 66° и. д.). Изследване на вътрешните райони на Северния остров и откриване на хребетите Менделеев и Ломоносов | Русия                                             |
| 1912 – 1913 | Йохан Петер Кох, Алфред Вегенер                                                                                           | 1912: Геофизични изследвания на източното крайбрежие на Гренландия в района на залива Дов (73°30′ с. ш. 20°20′ з. д. / 73.5° с. ш. 20.333333° з. д.); 1913: Пресичане на Гренландия в югозападно направление от залива Дов до залива Упернивак (72°55′ с. ш. 54°50′ з. д. / 72.916667° с. ш. 54.833333° з. д.), между 76°-73º с.ш. | Гренландия                                        |
| 1913 – 1915 | Борис Вилкицки | 1913: Откриване на остров Вилкицки (от Новосибирските о-ви, 75°42′ с. ш. 152°30′ и. д. / 75.7° с. ш. 152.5° и. д.), залива Мария Прончищева (75°39′ с. ш. 112°58′ и. д. / 75.65° с. ш. 112.966667° и. д., на източното крайбрежие на п-ов Таймир), остров Малък Таймир (78°06′ с. ш. 107°11′ и. д. / 78.1° с. ш. 107.183333° и. д.), архипелага Северна Земя и остров Старокадомски (78°15′ с. ш. 106°30′ и. д. / 78.25° с. ш. 106.5° и. д.). Изследване около 330 км от източното крайбрежие на Северна Земя и достигане до крайната северна точка на архипелага на 81° 15` с.ш.; 1914 – 1915: Първо преминаване по Северния морски път от изток на запад с едно зимуване и откриване на остров Жохов (76°09′ с. ш. 152°43′ и. д. / 76.15° с. ш. 152.716667° и. д.) | Русия                                             |
| 1913 – 1918 | Вилялмур Стефансон, Сторкер Сторкерсон (1883 – 1940), Джордж Хуберт Уилкинс                                               | 1913: Изследване на северното крайбрежие на Аляска; 1914: Изследване на западното крайбрежие на остров Банкс; 1915: Изследване на северозападното крайбрежие на остров Принц Патрик (76°50′ с. ш. 120°00′ з. д. / 76.833333° с. ш. 120° з. д.) и откриване на североизток от него на островите Брок, Борден и Маккензи-Кинг. Изследване на южното крайбрежие на остров Банкс; 1916: Откриване на остров Миен (Майген, 80°00′ с. ш. 99°00′ з. д. / 80° с. ш. 99° з. д.), остров Кинг Кристиан (вторично, 77°50′ с. ш. 101°05′ з. д. / 77.833333° с. ш. 101.083333° з. д.), протока Маклейн, дооткриване на о-вите Финдли (с най-голям остров Локхийд, 77°30′ с. ш. 105°00′ з. д. / 77.5° с. ш. 105° з. д.) и изследване на западния бряг на остров Амунд Рингнес; 1917: Топографско заснемане и картиране на големи части от остров Банкс. Изследване на северното крайбрежие на остров Виктория и откриване на нос Барнард (73°05′ с. ш. 112°30′ з. д. / 73.083333° с. ш. 112.5° з. д., залива Хадли и нос Сторкерсон (73°10′ с. ш. 106°30′ з. д. / 73.166667° с. ш. 106.5° з. д.); 1918: Провеждане на научни наблюдения на дрейфуващ леден остров в море Бофорт между 72º 30` – 74º с.ш. и 144 – 151º з.д.                                                    | САЩ, Канада                                       |
| 1914        | Георгий Брусилов, Валериан Албанов                                                                                        | Достигане до 83°17′ с. ш. 60°00′ и. д. / 83.283333° с. ш. 60° и. д. на север от архипелага Земя на Франц Йосиф | Русия                                             |
| 1914 – 1917 | А. Макмилан | Изследване и картиране на протоците Юрика и Нансен, отделящи остров Елсмиър от остров Аксел Хайберг | Канада                                            |
| 1918 – 1920 | Роалд Амундсен | Преминаване по Северния морски път от запад на изток Архангелск до Беринговия проток с две зимувания | Русия                                             |
| 1920 – 1922 | К. Неупокоев | Описание и топографско картиране на северните брегове на Гиданския п-ов | Русия                                             |
| 1921        | Николай Владимирович Розе (1890 – 1942), Рудолф Самойлович                                                                | Картиране на част от източния бряг на Северния остров на Нова Земя, между 77º и 75º 40`с.ш. и откриване на залив Благополучие (75°40′ с. ш. 63°45′ и. д. / 75.666667° с. ш. 63.75° и. д.) | Русия                                             |
| 1921 – 1922 | Николай Урванцев, Никифор Бегичев                                                                                         | Изследване на около 200 км от брега на запад от устието на Пясина | Русия                                             |
| 1921 – 1922 | Владимир Визе | Океанографски изследвания в Карско море на кораба „Таймир“ | Русия                                             |
| 1921 – 1923 | Лауге Кох | Завършване на откриването на бреговата линия на Гренландия и точно картиране на северното крайбрежие на гигантския остров | Гренландия                                        |
| 1921 – 1925 | Александър Толмачов | Физикогеографски изследвания на островите Вайгач, Нова Земя и Колгуев | Русия                                             |
| 1922        | Д. Вардропер | Откриване на остров Шокалски (73°00′ с. ш. 74°25′ и. д. / 73° с. ш. 74.416667° и. д.) на север от Гиданския п-ов и топографско картиране на западния бряг на полуострова на протежение около 200 км | Русия                                             |
| 1924        | Борис Давидов | Изследвания на остров Врангел и обявяване на острова за съветска територия | Русия                                             |
| 1924 – 1925 | Рудолф Самойлович | Изследване и картиране на източния бряг на Нова Земя между 74º и 75º с.ш. Дооткриване на заливите Русанов (75º с.ш.), Неупокоев (74º 50` с.ш.) и Седов (74º 45` с.ш.) и открива заливите Книпович и Циволка (74°25′ с. ш. 58°50′ и. д. / 74.416667° с. ш. 58.833333° и. д.) | Русия                                             |
| 1925        | Руал Амундсен, Линкълн Елсуърт, Ялмар Рисер-Ларсен                                                                        | Първи неуспешен опит за достигане на Северния полюс със самолет. Полет до 87° 43` с.ш. | Норвегия                                          |
| 1926        | Ричард Ивлин Бърд, Флойд Бенет                                                                                            | Първо достигане на Северния полюс със самолет от Шпицберген (9 май 1926) | Норвегия                                          |
| 1926        | Руал Амундсен, Линкълн Елсуърт, Ялмар Рисер-Ларсен, Умберто Нобиле                                                        | Първи трансарктически полет с дирижабъла „Норвегия“ по маршрут: Шпицберген – Северен полюс – Аляска (11 – 12 май 1926) | Норвегия, САЩ                                     |
| 1926 – 1929 | Георгий Ушаков | Мащабни физикогеографски изследвания и пълно топографско картиране на остров Врангел | Русия                                             |
| 1926 – 1936 | Жан Батист Шарко, Лорънс Гулд                                                                                             | Мащабни топографски заснемания и картирания на големи участъци от крайбрежието на Гренландия | Гренландия                                        |
| 1927        | Борис Городков, Иван Яковлевич Ермилов                                                                                    | Изследване южния бряг на Гиданския залив на протежение от 110 км, п-ов Явай и източния бряг на Гиданския залив (до Юрацкия залив) | Русия                                             |
| 1927 – 1937 | Лауге Кох | Изследване на Централна Гренландия между 71º и 76ºс.ш. и североизточните части на острова, където се организират постоянни полярни бази | Гренландия                                        |
| 1928        | Умберто Нобиле | Второ достигане на Северния полюс (трето по въздух) с дирижабъла „Италия“ от Шпицберген | Норвегия                                          |
| 1928        | Джордж Хуберт Уилкинс | Първи трансарктически полет със самолет по маршрут: Аляска – района на Полюса на относителната недостъпност – Шпицберген | САЩ, Русия, Норвегия                              |
| 1929        | Вивиан Фукс | Първи мащабни геоложки проучвания в Гренландия | Гренландия                                        |
| 1930        | Ото Шмид, Владимир Визе, Владимир Воронин                                                                                 | Организиране на първата научноизследователска станция на архипелага Земя на Франц Йосиф в Тихия залив (80°20′ с. ш. 52°47′ и. д. / 80.333333° с. ш. 52.783333° и. д.) на остров Хукър. Откриване на островите Визе (79°30′ с. ш. 76°50′ и. д. / 79.5° с. ш. 76.833333° и. д.), Исаченко (77°15′ с. ш. 89°30′ и. д. / 77.25° с. ш. 89.5° и. д.), Воронин (78°10′ с. ш. 93°45′ и. д. / 78.166667° с. ш. 93.75° и. д.) и Шмид (81°10′ с. ш. 91°00′ и. д. / 81.166667° с. ш. 91° и. д.) и архипелага Седов (79°30′ с. ш. 91°40′ и. д. / 79.5° с. ш. 91.666667° и. д., на 40 км на запад от архипелага Северна земя) | Русия                                             |
| 1930        | Хенри Уоткинс | Комплексни физикогеографски изследвания на Гренландия в района на Северната полярна окръжност, откриване на хребета Уоткинс с връх Гунбьорн (3700 м), най-високата точка на Арктика | Гренландия                                        |
| 1930 – 1931 | Алфред Вегенер | Първо зимуване в центъра на ледения купол на Гренландия | Гренландия                                        |
| 1930 – 1932 | Георгий Ушаков, Николай Урванцев                                                                                          | Физикогеографски изследвания и пълно топографско картиране на архипелага Северна Земя, базиращо се на 17 астрономически координирани точки. Установяване, че архипелагът се състои от четири големи острова Октомврийска революция, Пионер, Комсомолец и Болшевик и множество малки с обща площ 37 хил. км2 и протоците Червена армия, Шокалски и Юнгщурм между тях | Русия                                             |
| 1931        | Джон Раймил | Пресичане на Гренландия от изток на запад, от Ангмагсалик до Холстейнборг по 67º с.ш. | Гренландия                                        |
| 1931        | Рудолф Самойлович | Международна въздушна експедиция на дирижабъла „Граф Цепелин“ по маршрута: Германия – Ленинград – Карелия – Архангелск – Баренцево море – Северна Земя – п-ов Таймир – Карско море – Нова Земя – Бяло море – Архангелск – Ленинград – Германия. В нея участват осем учени от различни страни. Полетът продължава 110 часа, прелетява около 13 хил. км и са направени първите аерофотоснимки на архипелазите Земя на Франц Йосиф, Северна земя, Нова Земя и п-ов Таймир | Русия                                             |
| 1931        | Джордж Хуберт Уилкинс | Първи неуспешен опит за достигане на Северния полюс с подводницата „Наутилус“ под ледовете на Арктика. Достигане до 81º 59` с.ш. |                                                   |
| 1932        | Николай Зубов | Първо заобикаляне с кораб от север на архипелага Земя на Франц Йосиф | Русия                                             |
| 1932        | Алексей Модестович Лавров (1887 – 1942)                                                                                   | Откриване на подводното Централно Карско възвишение в северната част на Карско море и Червенофлотските о-ви (78°35′ с. ш. 98°50′ и. д. / 78.583333° с. ш. 98.833333° и. д.) в протока Шокалски, в архипелага Северна Земя | Русия                                             |
| 1932        | Рудолф Самойлович | Откриване на о-вите Арктически институт (75°25′ с. ш. 82°00′ и. д. / 75.416667° с. ш. 82° и. д.) в Карско море | Русия                                             |
| 1932        | Ото Шмид | Първо плаване по Северния морски път на кораба „Сибиряков“ от запад на изток без зимуване, за една навигация. Откриване на остров Сидоров (75°08′ с. ш. 82°02′ и. д. / 75.133333° с. ш. 82.033333° и. д.) в о-вите Арктически институт | Русия                                             |
| 1932        | Хенри Столуърти | Картиране на цялото крайбрежие (освен малък участък на северозапад) на остров Аксел Хайберг от Канадския арктичен архипелаг | Канада                                            |
| 1933 – 1934 | Николай Урванцев | Изследване на северния бряг на п-ов Таймир от залива Дик (101º 40` и.д.) до фиорда Тереза Клавенес (105º и.д.) и о-вите Комсомолска Правда (77°20′ с. ш. 107°20′ з. д. / 77.333333° с. ш. 107.333333° з. д.) | Русия                                             |
| 1934        | Николай Адолфович Солнцев (1902 – 1991)                                                                                   | Детайлно физикогеографско изследване и картиране на остров Колгуев (69°10′ с. ш. 49°20′ и. д. / 69.166667° с. ш. 49.333333° и. д.) в Баренцево море | Русия                                             |
| 1934        | Владимир Визе, Николай Михайлович Николаев (1897 – 1958)                                                                  | Първо плаване по Северния морски път на кораба „Литке“ от изток на запад без зимуване, за една навигация | Русия                                             |
| 1934        | Мартин Александър Линдзи (1905 – 1981)                                                                                    | Пресичане на Гренландия от запад на изток по 70ºс.ш., близо до 30ºз.д. завиване на югозапад, изследване на Земя Кристиан ІХ, в т.ч. хребета Уоткинс и планината Форел и достигане до Ангмагсалик | Гренландия                                        |
| 1934 – 1935 | Гордън Ноел Хъмфри (1883 – 1966)                                                                                          | Детайлно картиране на остров Елсмиър (втория по големина – 203 хил. км2, в Канадския арктичен архипелаг) и вторично откриване на п-ов Свенсен (77°40′ с. ш. 84°00′ з. д. / 77.666667° с. ш. 84° з. д.) | Канада                                            |
| 1935        | Георгий Ушаков, Николай Зубов, Николай Михайлович Николаев                                                                | Откриване на остров Ушаков (80°50′ с. ш. 79°20′ и. д. / 80.833333° с. ш. 79.333333° и. д.) в Карско море, изследване западния и северния бряг на остров Шмид (81°10′ с. ш. 91°00′ и. д. / 81.166667° с. ш. 91° и. д.) от архипелага Северна Земя и достигане до 82º 42` с.ш. на кораба „Садко“ | Русия                                             |
| 1935        | Николай Книпович (1862 – 1939)                                                                                            | Хидрографски и океанографски изследвания в Баренцево море на юг от 75° с.ш. | Русия                                             |
| 1937        | Валерий Чкалов, Георгий Байдуков, Александър Беляков                                                                      | Втори трансарктически полет със самолет по маршрут: Москва – Северен полюс – Портланд (САЩ) | Русия, Канада                                     |
| 1937 – 1938 | Иван Папанин | Първа дрейфуваща станция „Северен полюс 1“ по маршрут: 89°26′ с. ш. 78°00′ з. д. / 89.433333° с. ш. 78° з. д. – 70°54′ с. ш. 19°48′ з. д. / 70.9° с. ш. 19.8° з. д.. За 274 дни са изминати над 2500 км |                                                   |
| 1937 – 1940 | Константин Бадигин | 812-дневен дрейф на кораба „Седов“ по маршрут: 75°21′ с. ш. 132°15′ и. д. / 75.35° с. ш. 132.25° и. д. – 80°30′ с. ш. 1°15′ и. д. / 80.5° с. ш. 1.25° и. д.. Изминати над 6100 км път, откриване на най-дълбоката точка на Северния ледовит океан (4975 м, 86°24′ с. ш. 38°35′ и. д. / 86.4° с. ш. 38.583333° и. д.) и достигане до 86°39′30″ с. ш. 47°55′00″ и. д. / 86.658333° с. ш. 47.916667° и. д. |                                                   |
| 1938 – 1939 | Томас Манинг | Откриване и картиране на над 600 км от западното крайбрежие на остров Бафинова земя от 67º 30` с.ш. на юг до залива Стенсбю (70º с.ш.) на север | Канада                                            |
| 1939        | | Първо плаване по Северния морски път на ледоразбивача „Й. Сталин“ от изток на запад и обратно (Мурманск – Анадир) за една навигация | Русия                                             |
| 1940 – 1942 | Хенри Ларсен | Първо плаване през Северозападния проход от запад на изток с две зимувания | Канада                                            |
| 1944        | Хенри Ларсен | Първо плаване през Северозападния проход от изток на запад за една навигация (22 юни – 16 октомври) | Канада                                            |
| 1948        | канадски летци | Откриване на три острова острова Принц Чарлз (67°47′ с. ш. 76°09′ з. д. / 67.783333° с. ш. 76.15° з. д.), Еър Форс (67°58′ с. ш. 74°05′ з. д. / 67.966667° с. ш. 74.083333° з. д.) и Фоли (68°30′ с. ш. 75°00′ з. д. / 68.5° с. ш. 75° з. д.) покрай западното крайбрежие на остров Бафинова земя | Канада                                            |
| 1948 – 1965 | Михаил Сомов, Алексей Трешников (1914 – 1991), Евгений Толстиков (1913 – 1987) и др. съветски и американски изследователи | Уточняване на подводния релеф на Северния ледовит океан и откриване на хребетите Ломоносов, Менделев и Гакел и котловините Нансен, Амундсен, Макаров, Подводничари и Канадска |                                                   |
| 1949        | Томас Манинг | Детайлно изследване и картиране на открития предишната година остров Принц Чарлз (67°47′ с. ш. 76°09′ з. д. / 67.783333° с. ш. 76.15° з. д.) | Канада                                            |
| 1949 – 1951 | Пол Емил Виктор (1907 – 1995)                                                                                             | Изследване на вътрешния леден щит на Гренландия и трикратно пресичане на острова от запад на изток и обратно и първо меридиално пресичане на цяла Гренландия | Гренландия                                        |
| 1952 – 1953 | Томас Манинг | Детайлно картиране на цялото крайбрежие на остров Банкс и откриване на последните неоткрити участъци от бреговете му | Канада                                            |
| 1952 – 1953 | Анатолий Иванович Степанов                                                                                                | Детайлно геодезическо заснемане и топографско картиране на архипелага Земя на Франц Йосиф и откриване на 20 нови малки острова (общ брой острови в архипелага 191, площ 16500 км2) | Русия                                             |
| 1952 – 1953 | Борис Владимирович Дубовски                                                                                               | Детайлно топографско картиране на архипелага Северна Земя (70 острова, около 37 хил. км2) и остров Визе (79°30′ с. ш. 76°50′ и. д. / 79.5° с. ш. 76.833333° и. д.) | Русия                                             |
| 1958        | американски подводничари                                                                                                  | Първо достигане с атомната подводница „Наутилус“ до Северния полюс под ледовете на океана (5 август 1958) |                                                   |
| 1962        | съветски подводничари | Второ достигане с атомната подводница „Ленински комсомол“ до Северния полюс под ледовете на океана (17 юли 1963) |                                                   |
| 1968 – 1969 | Уоли Хърбърт (1934 – 2007)                                                                                                | Първо пресичане на Арктика с кучешки впрягове и лодки (21 февруари 1968 – 29 май 1969) с четирима спътника от нос Бароу в Аляска през Северния полюс до Шпицберген | САЩ, Норвегия                                     |
| 1977        | Тимофей Гуженко (1918 – 2008), Юрий Кучиев (1919 – 2005)                                                                  | Първо достигане с атомния ледоразбивач „Арктика“ до Северния полюс (17 август 1977) | Русия                                             |
| 1994        | Бьорге Оуслан | Първо самостоятелно достигане пеша до Северния полюс (22 април 1994) от нос Арктически (най-северната точка на архипелага Северна Земя) | Русия                                             |